# Запорізький сільський округ
Запорі́зький сільський округ (каз. Запорожье ауылдық округі, рос. Запорожский сельский округ) — адміністративна одиниця у складі Жаксинського району Акмолинської області Казахстану. Адміністративний центр — село Запоріжжя.
Населення — 2365 осіб (2021; 2719 у 2009, 3266 у 1999, 3785 у 1989).
Станом на 1989 рік існували Запорізька сільська рада (села Запоріжжя, Новочудне) та Лозовська сільська рада (села Донське, Лозове) колишнього Кійминського району. Село Донське було ліквідоване 2009 року, село Новочудне — 2011 року.

## Склад
До складу округу входять такі населені пункти:
| Населений пункт | Населення, осіб (1989) | Населення, осіб (1999) | Населення, осіб (2009) | Населення, осіб (2021) |
| --------------- | ---------------------- | ---------------------- | ---------------------- | ---------------------- |
| Донське, село   | 520                    | 349                    | 30                     | -                      |
| Запоріжжя, село | 2126                   | 1873                   | 1887                   | 1749                   |
| Лозове, село    | 822                    | 850                    | 739                    | 616                    |
| Новочудне, село | 317                    | 194                    | 63                     | -                      |